# Знаменская церковь (Пасегово)
Це́рковь ико́ны Бо́жией Ма́тери «Зна́мение» — православный храм в селе Пасегово Кирово-Чепецкого района Кировской области. Входит в состав Второго Вятского благочиния Вятской епархии Русской православной церкви.

## История

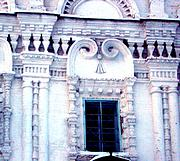
Декор Знаменской церкви

Каменная Знаменско-Богородицкая церковь в селе Пасегово была построена в 1726—1730 годах. Это одно из первых культовых сооружений, построенных в архитектурном стиле, который называется «вятским барокко» (один из вариантов «московского барокко»). Её уникальность в богатом каменном декоре, поэтому храм называют «энциклопедией декоративных форм».
В основе холодной церкви — двусветный четверик, завершённый рядом закомар, с трёхчастной апсидой. Купольный свод с главкой перестроен в 1-й половине XIX века.
В 1817 году решают строить новый тёплый придел. В ноябре 1818 года был подготовлен, а позже освящён во имя святого Апостола и Евангелиста Иоанна Богослова правый придел. В ноябре 1821 года освятили левый Симеоно-Аннинским придел.
Колокольня в стиле классицизма построена в 1831 году. В 1855 году в церкви позолотили иконостас. В 1861 трапезная расширена благоустройству и увеличению площади трапезной. В начале XX века были сооружены два каменных пристроя с южной и северной сторон первого яруса колокольни.
В советское время церковь была закрыта, с 1990-х годов является действующей.